# Aethridae
Aethridae (лат.) — небольшое семейство крабов из подсекции Heterotremata, выделяемое в монотипическое надсемейство Aethroidea. Семейство содержит около 20 современных и ископаемых родов.

## Описание
Карапакс субовальный до четырёхугольного, шире длины. Передне- и заднебоковые края не всегда чётко демаркированы; переднебоковые края цельные или кристовидные, могут быть расширены, образуя субклиновидную структуру, скрывающую ноги. Буккальная полость четырёхугольная до треугольной; третьи максиллипеды широкие до сильно суженных кпереди, с треугольным мерусом. Эндостомиальные гребни обычно хорошо выражены, афферентные и эфферентные каналы чётко выражены, или хорошо выражен один. Стернум относительно широкий, швы 4/5 и 5/6 медиально прерваны. Запирательный механизм в виде кнопки и за счёт плотного прилегания боковых краёв брюшка к соответствующим вогнутым поверхностям по краям грудино-брюшной полости. У самцов 3-5 сегменты брюшка слиты, неподвижны, хотя швы иногда видны. Первый гонопод самца относительно длинный; второй гонопод удлинённый, не менее половины длины первого.

## Классификация
Семейство содержит около 20 современных и ископаемых родов.
- Actaeomorpha Miers, 1877
- Aethra Latreille in Cuvier, 1816
- Drachiella Guinot in Serène & Soh, 1976
- Hepatella Smith in Milne-Edwards, 1863
- Hepatus Bosc, 1801
- Miohepatus Lima, Silva, Aguilera, Pinheiro & Santana, 2023
- Osachila Stimpson, 1871
- Sakaila Manning & Holthuis, 1981

### Палеонтология
- †Eohepatella Beschin & De Angeli, 2017
- †Eriosachila Blow & Manning, 1996
- †Hepatiscus Bittner, 1875
- †Ilerdapatiscus Artal & Van Bakel, 2018
- †Latuxanthides De Angeli & Ceccon, 2015
- †Mainhepatiscus De Angeli & Beschin, 1999
- ?†Matutites Blow & Manning, 1996[5] (или в Matutidae, Calappoidea)
- †Politohepatiscus Beschin, Busulini & Tessier in Beschin, Busulini, Fornaciari, Papazzoni & Tessier, 2018
- ?†Prehepatus Rathbun, 1935 (или Brachyura incertae sedis)
- †Priabonella Beschin, De Angeli, Checchi & Mietto, 2006
- ?†Pseudohepatiscus Blow & Manning, 1996[5] (или в Matutidae, Calappoidea)